# Шамоцин (Мазовецьке воєводство)
Шамоцин (пол. Szamocin) — село в Польщі, у гміні Страхувка Воломінського повіту Мазовецького воєводства.
Населення — 22 особи (2011).
У 1975-1998 роках село належало до Седлецького воєводства.

## Демографія
Демографічна структура станом на 31 березня 2011 року:
|          | Загалом | Допрацездатний вік | Працездатний вік | Постпрацездатний вік |
| -------- | ------- | ------------------ | ---------------- | -------------------- |
| Чоловіки | 11      | 3                  | 8                | 0                    |
| Жінки    | 11      | 3                  | 5                | 3                    |
| Разом    | 22      | 6                  | 13               | 3                    |